# Caminos de tiza
Caminos de tiza es una película española dirigida en 1988 por José Luis Pérez Tristán con guion de Eduardo Mallorquí y música de Antón García Abril. 
Es considerada uno de los títulos "malditos" de la década de 1980, ya que propone un viaje sentimental para recuperar la memoria individual.  

## Argumento
Una monja dedicada toda su vida a la docencia contrae una enfermedad que le impide volver a dedicarse a la enseñanza. En plena crisis vital y personal, decide ir al encuentro de sus tres exalumnas más destacadas para comprobar si sus enseñanzas han cristalizado en algo positivo.

## Nominaciones
Su protagonista, María Fernanda de Ocón, fue nominada al Goya a la mejor actriz en los III Premios Goya 